# パウリラーティノ
パウリラーティノ（イタリア語: Paulilatino）は、イタリア共和国サルデーニャ自治州オリスターノ県にある、人口約2,200人の基礎自治体（コムーネ）。

## 地理

### 位置・広がり

#### 隣接コムーネ
隣接するコムーネは以下の通り。
- アッバザンタ
- バウラードゥ
- ボナルカド
- フォルドンジャーヌス
- ギラルツァ
- サントゥ・ルッスルジュ
- ソラルッサ
- ヴィッラノーヴァ・トルスケードゥ
- ゼルファリーウ